# Woody Woodpecker

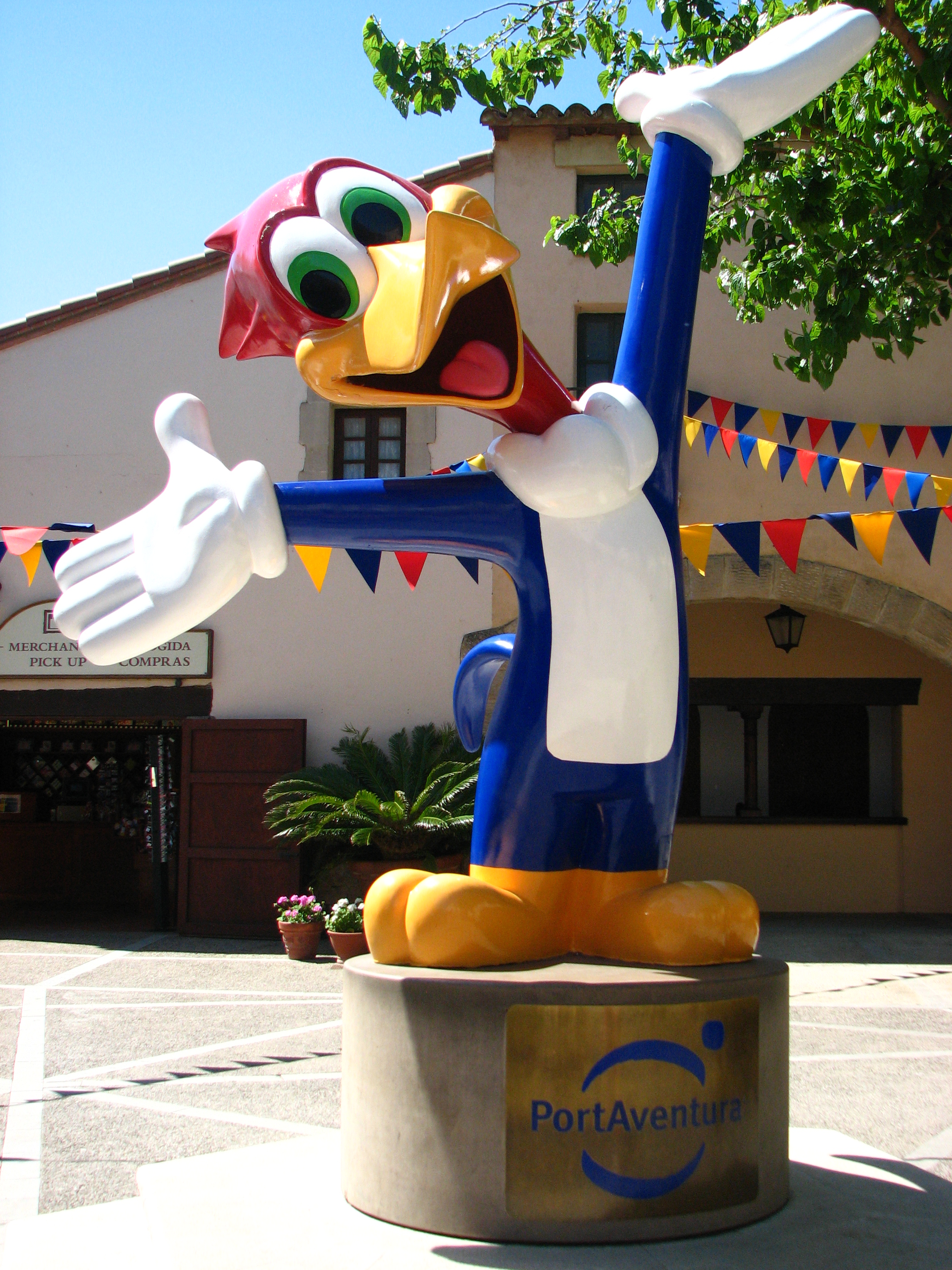
Woody-Woodpecker-Statue in Port Aventura

Woody Woodpecker (im Deutschen früher auch Hacky der Specht) ist eine Zeichentrickfigur, die von Walter Lantz kreiert wurde. Woody ist eine weltweit bekannte Tierfigur und vor allem für ihr verrücktes Lachen bekannt, das im Original von Mel Blanc stammt. Seine englische Stimme ist seit 2017 Eric Bauza, und seine deutsche Stimme ist Paul Sedlmeir.

## Figur
Die Figur ist ein Helmspecht, der besonders durch sein penetrantes bis verrücktes Auftreten sowie sein markantes Lachen auffällt. Woody Woodpecker hatte ursprünglich blaue Federn, einen roten Bauch und zwei Zähne im Schnabel. Im Jahre 1947 griff Walter Lantz auf ein neues, endgültiges Design zurück – mit weißem Bauch, weißen Handschuhen und einem Schnabel ohne Zähne.

## Veröffentlichung

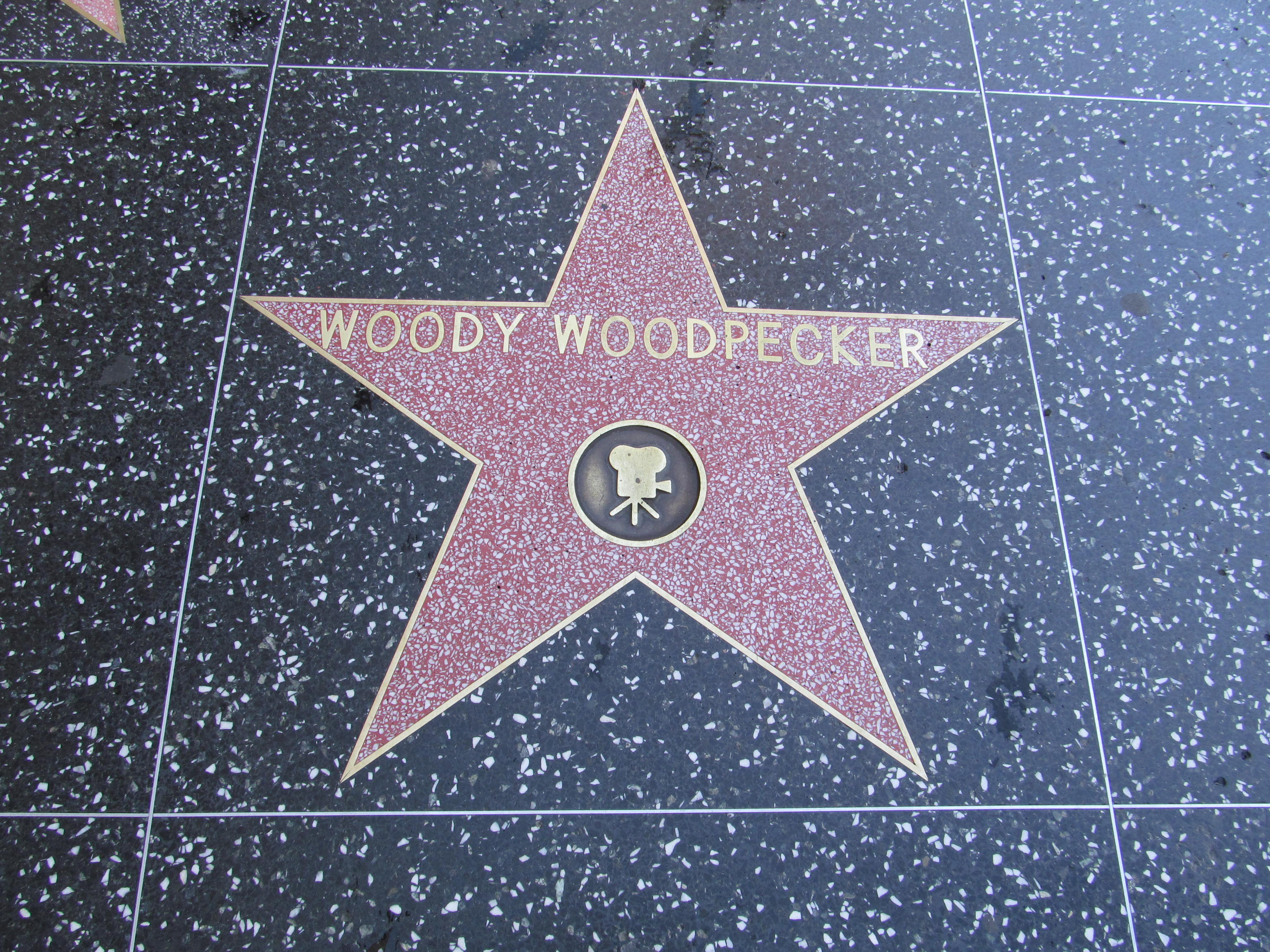
Stern auf dem Hollywood Walk of Fame

Die Trickfilme mit Woody Woodpecker wurden vom Walter-Lantz-Animationsstudio Walter Lantz Productions produziert und von Universal Pictures ab dem 25. November 1940 herausgegeben; der letzte Kurzfilm wurde 1972 produziert. Ab 1957 wurden die Filme als The Woody Woodpecker Show im Fernsehen gezeigt.
Der erste Film, in dem Woodpecker auftrat, war Knock, Knock vom November 1940, in dem er noch nicht die Hauptrolle spielte. Doch er wurde bald populärer. 1944 wurde die Figur in The Barber of Seville weiter ausgearbeitet. Außerordentliche Popularität erlangte er 1948 durch den Woody Woodpecker Song, in dem auch sein besonderes Lachen verwendet wurde.
Zwischen 1947 und 1984 war Woody Woodpecker Protagonist in mehr als 200 Comic-Heften. In diesen Comics besteht seine Familie aus seiner Freundin Winnie Woodpecker, seiner Nichte Splinter und einem Neffen Knothead. Die Nichte trägt ihre Kopffedern zum Pferdeschwanz gebunden und ist mit einem Rock bekleidet, während der Neffe eine orangefarbene Schleife trägt und Sommersprossen auf dem Schnabel hat.
Weitere Figuren, die in den Woody-Woodpecker-Cartoons auftauchen, sind Andy Panda, Buzz Buzzard, Wally Walrus und Gabby Gator sowie Chilly Willy, ein Pinguin mit gelbem Schnabel.

## Klassische Folgen
- Knock Knock (1940)
- Pantry Panic (1941)
- The Dizzy Acrobat (1943)
- Who’s Cookin’ Who? (1946; Erstauftritt Wolfie Wolf)[1]
- Wet Blanket Policy (1948)
- Red Riding Hoodlum (1957; mit Knothead & Splinter sowie letztmalig Wolfie Wolf)[2]

## Serien
- Woody Woodpecker (1999)
- Woody Woodpecker (2018)

## Filme
- Woody Woodpecker
- Woody Woodpecker geht ins Camp

## Sonstiges
In den Saisons 1998 und 1999 wurde mit Woody Woodpecker auf den Formel-1-Fahrzeugen FW20 und FW21 des Williams-Teams geworben.
2017 erschien der Woody-Woodpecker-Film. Darauf folgte 2018 eine Webserie mit dem simplen Namen Woody Woodpecker.

## Popularität
Woody Woodpecker hat weltweit eine große Fangemeinde, wobei er in Brasilien eine besondere Beliebtheit genießt.